# 卡氏淵底蛇鰻
卡氏淵底蛇鰻為輻鰭魚綱鰻鱺目糯鰻亞目蛇鰻科的其中一種，分布於中西太平洋的菲律賓海域，棲息深度可達1168公尺，為深海底棲性魚類，生活習性不明。